# هنگ عربی
هنگ عربی (انگلیسی: Arab Legion) لفظی است که به نیروهای مسلح اردن از زمان تأسیس تحت حکم بریتانیا تا سال ۱۹۵۶ گفته می‌شد.